# Project Milo
Project Milo (también conocido como Milo and Kate) fue un proyecto en desarrollo de Lionhead Estudios para Xbox 360. Nació como un proyecto secreto de la compañía en 2001 con el nombre en clave "Dimitri" y fue presentado al público como Project Milo en el E3 2009, en el marco del lanzamiento de Kinect, como una demo de lo que el periférico sin mandos podía ofrecer usando sus sensores de profundidad y reconocimiento de movimientos. Desde el inicio del proyecto hubo conflictos internos sobre la posibilidad de trasladar los avances realizados en captura de movimientos, aprendizaje automático y reconocimiento de voz a un producto comercial. Tras diversos retrasos y dificultades para implementar la arriesgada tecnología que proponía el juego, Lionhead y Microsoft cancelaron su desarrollo a finales de 2010.

## Desarrollo
El proyecto empezó en Lionhead como experimentos en IA emocionales (inteligencia artificial) tras la finalización de Black & White en 2001. Su nombre en clave fue Dimitri, igual que el ahijado de Peter Molyneux, director creativo de la compañía. Algunas especulaciones apuntaban a que "Dimitri" derivó en Fable II, pero en 2006 Molyneux confirmó que se trataba de proyectos separados. El desarrollo de Dimitri quedó en fase "experimental" durante varios años en los que apenas se filtraron novedades al respecto. En entrevistas más tardías, Molyneux empezó para referirse al proyecto como "Proyecto X".
Durante su conferencia de prensa en la Electronic Entertainment Expo en junio de 2009, Microsoft, propietaria de Lionhead, desveló al mundo Kinect (por entonces nombrado Project Natal) y clausuró el evento con un vídeo en que Molyneux presentaba una escena entre una chica y un niño virtual llamado Milo. La naturalidad de su conversación y el nivel de interacción con el personaje no tenían parangón con ningún producto existente. En una entrevista con Eurogamer después de la rueda de prensa, Molyneux confirmó que se trataba del rescatado proyecto "Dimitri", renombrado Milo and Kate y que sería desarrollado plenamente para Kinect. En el juego, los jugadores interactuarían con un niño o niña de 10 años (Milo o Millie, escogidos al inicio) y una perra llamada Kate y vivirían una historia. Según Molyneux, el planteamiento para Kinect comenzó en diciembre de 2008. El juego también presentaría una tienda integrada para adquirir ítems cosméticos.
Milo consta de una IA que respondía a interacciones humanas, como palabras, gestos o acciones predefinidas en situaciones dinámicas. El juego está basado en un sistema de generación procedural que constantemente está actualizando un "diccionario" capaz de detectar palabras clave o entonaciones de la oración para responder con respuestas pregrabadas pertinentes que dieran lugar a conversaciones verosímiles. Molyneux afirmó que la tecnología se desarrolló en los tiempos de Fable y Black & White.
No obstante, en la conferencia de Microsoft para el E3 del año siguiente se hizo notar la ausencia de Milo and Kate. Se lanzaron declaraciones contradictorias por parte del jefe de marketing de Xbox Aaron Greenberg, que negaba cualquier plan de sacarlo al mercado como producto completado, y el propio Molyneux, que lo refutó y anunció que iba a mostrar una versión más avanzada del juego en su charla TEDGlobal en Oxford en julio de 2010. También admitió las dificultades del equipo para mostrar Milo a Microsoft como un juego completo. Molyneux dijo "El mayor reto para nosotros está siendo convencer a la gente (de Microsoft) que lo que estamos haciendo realmente va a funcionar, a atraer un público nuevo y que será una idea que les encantará" En la mencionada charla TED mostró nuevas imágenes y una demostración en tiempo real del juego. Contó como el jugador podía tomar decisiones cruciales en la vida de Milo, u otras más triviales como aplastar o no a un caracol. También se mostró a Milo aprendiendo a hacer rebotar piedras sobre un lago de la mano del jugador. En general, la demo resultó mucho más creíble que el vídeo promocional del año anterior. El jugador podía hablar a Milo en secuencias concretas en que apareciese un micrófono rojo en pantalla.
En septiembre de 2010, Eurogamer declaró que, según una fuente anónima, el desarrollo de Milo había sido detenido y su tecnología sería utilizada en un "juego de Kinect con temática de Fable". Esta versión fue respaldada en noviembre por el ingeniero de Kinect Alex Kipman en una entrevista para Gamesindustry.biz, donde declaró que Project Milo "nunca fue un producto" y "nunca fue anunciado como juego". Aun así, en una entrevista de marzo de 2011, el director escénico del juego John Dower mostró parte del proceso de creación y algunas breves secuencias jugables que demostraban que el proceso de desarrollo estaba mucho más avanzado de lo que cabía esperar y ya disponían de varias horas de juego.
En el E3 2011 fue anunciado Fable: The Journey, que fue lanzado el año siguiente e integró algunos elementos desarrollados originalmente para Milo and Kate como el reconocimiento de gestos y de voz, tal como confirmó el director creativo de Lionhead Gary Carr.